# Andreas Belka
Andreas Belka (* 30. Juli 1963 in Cottbus) ist ein ehemaliger deutscher Fußballspieler und späterer -trainer.

## Sportliche Laufbahn
Andreas Belka begann 1972 in seiner Heimatstadt bei seiner 1. Gemeinschaft, der BSG Energie Cottbus, unter dem Übungsleiter Detlef Wohlfahrt organisiert Fußball zu spielen. 1977 wechselte er von dort in den Nachwuchs des BFC Dynamo, einem der Fußballclubs im DDR-Fußball. Nach dem Sprung in den Männerbereich, der ihn zunächst in den Nachwuchsoberligakader führte, wurde er mit der 2. Mannschaft des BFC 1983/84 Berliner Bezirksmeister und gelangte über die Aufstiegsrunde in die zweitklassige Liga. Dort war Belka über mehrere Jahre Stammkraft mit mehr als 100 Punktspielen.
Innerhalb der insgesamt zehn Jahre andauernden Meisterserie des BFC war Belka 1984/85 und 1987/88 an zwei Titeln mit Einsätzen in der Oberliga auf dem Feld beteiligt. Am Double des BFC im letzten Meisterjahr wirkte der damalige Student durch einen Erstrundeneinsatz im FDGB-Pokalwettbewerb 1987/88 mit.
Belka wechselte Anfang 1989 zurück zu Energie Cottbus und war in der Saison 1989/90 im Rahmen der Gastpielgenehmigung parallel auch für vier Partien bei der BSG Aktivist Schwarze Pumpe am Ball. So wechselte er im Herbst 1989 zwischen Oberligafußball in Cottbus und Ligaeinsätzen für die Elf aus Hoyerswerda.
Zu Beginn des Jahres 1990 wechselte er zur BSG Rotation Berlin. Nach anderthalb Jahren bei Rotation in der zweithöchsten Spielklasse war Belka 1991/92 nach der Zusammenführung von ost- und westdeutschem Fußball in der drittklassigen NOFV-Amateur-Oberliga noch einmal für den inzwischen FC Berlin umbenannten BFC-Nachfolger aktiv.

## Statistik
- DDR-Oberliga: 17 Spiele
- DDR-Liga: 149 Spiele, 9 Tore
- FDGB-Pokal: 14 Spiele
- DFB-Pokal: 1 Spiel

## Trainerlaufbahn
Von 1993 bis 1995 war er beim FC Berlin als Trainer der A-Jugend zuständig. Er arbeitete dann von 1995 bis 1999 als Co-Trainer beim SV Lichtenberg 47.